# Ашот II Железный
Ашот II Еркат (Железный) (арм. Աշոտ Բ Երկաթ) (ум. 929), — царь Армении (914—929) из рода Багратуни, шахиншах (Царь царей) армянский и грузинский (922—929). Отвоевал у арабов Тбилиси и присоединил этот город к Анийскому царству.

## Биография
Сын Смбата I. Как и два его предшественника, владел высшей властью по отношению к остальным правителям Закавказья. С 914 года Ашот с помощью грузинского правителя Тао, Гургена, был провозглашён царем Армении, при поддержке которого ему удалось начать освободительную борьбу против арабского эмира Юсуфа и вступившего с ним в союз васпураканского князя Гагика Арцруни. В 910 году Ашот возглавлял армянское войско в битве при Дзкнавачаре, в котором армянское войско потерпело поражение, согласно Ованесу Драсханакертци, по причине предательства со стороны утийцев.
После того, как в 914 году попавший в плен Смбат I был казнён, Ашот принял царство. Вместе со своим братом Абасом Багратуни Ашот возглавил борьбу против Юсуфа. Арабы к тому времени заняли большую часть Армении, разоряли страну. За проявленное в боях мужество Ашот получил прозвище «Еркат» — «Железный». Начиная с 915 года, действуя с переменным успехом, Ашот освободил от арабов Багреванд, Ширак, Гугарк, Агстевскую долину. Помимо внешних угроз, приходилось также бороться с центробежными силами внутри страны. В 921 году войска Ашота Ерката одержали победу в Севанской битве, после чего арабы были окончательно изгнаны из страны. Тем самым независимость Армении была полностью восстановлена, а сам Ашот получил титул «царя царей» (шахиншах).

## Увековечивание памяти
- Царь Ашот II Железный считается одним из покровителей армянской армии[12].
- Ашот Еркат является одним из главных героев романа «Геворг Марзпетуни» армянского писателя Мурацана.
- В романе "Прядь" русского писателя Владимира Масленникова Ашот Еркат описан в качестве второстепенного героя.
- Армянский писатель Баграт Айвазянц (1862-1934) описал жизнь и подвиги  царя Ашота Железного в историческом романе "Ашот Еркат"[13].
- Армянский литератор Арташес Агозян сочинил пьесу "Ашот Еркат"[14].
- Армянская писательница Анаит Парсамян написала об армянском царе повесть "Крест Ашота Ерката"[15].

## Исторические источники
- Ованес Драсханакертци. История Армении